# N551L
N551L (MK4) — typ wagonów chłodniczych produkowanych w fabryce wagonów w Dessau, eksploatowanych w Polsce.
W połowie lat 60. rozpoczęto próbnę eksploatację pięciu tego typu wagonów przez Polskie Koleje Państwowe. Wagony posiadały izolację termiczną i indywidualne chłodzenie za pomocą agregatu. Eksportowane były do wielu krajów.
Wagony MK4 produkowane były w różnych odmianach; w wersji dostarczonej m.in. do Polski był to pojazd z własnymi urządzeniami chłodniczymi i własnym źródłem energii. Spalinowy zespół prądotwórczy ze zbiornikiem paliwa oraz bateria akumulatorów umieszczone były w skrzyniach pod pudłem wagonu. Sterowanie pracą urządzeń było zautomatyzowane, Szafa zawierająca agregat spężarkowy i niezbędną aparaturę oraz pomost dla obsługi umieszczone były w górnej części jednej ze ścian czołowych wagonu.
Na drugim końcu pudła urządzono przedział dla konwojenta z wejściem z pomostu od czoła wagonu.
Wagon miał wózki z dwustopniowym usprężynowaniem za pośrednictwem resorów bujakowych i śrubowych sprężyn przymaźniczych.
Próbna eksploatacja wykazała, że w warunkach polskich kolei wagony te charakteryzują się małą pewnością działania.